# Пате, Люсьен
Люсьен Пате́ (6 марта 1845, Шалон-сюр-Сон — январь 1939) — французский поэт и журналист.
Был сыном известного республиканца, после переворота 2 декабря 1851 года отправился вместе с отцом в изгнание: сначала в Веве, затем в Женеву (Швейцария). Вернувшись во Францию, завершил своё обучение в колледже Шалона, получив степень лиценциата права. Служил королевским адвокатом, интересовался историей и археологией; после Франко-прусской войны служил чиновником в министерстве культуры, в том числе был руководителем отдела и инспектором по национальным памятникам, занимал этот пост на протяжении тридцати лет.
Главные работы: «Lacryma reram» (1871); «Melodies intimes» (1874), «Poesies completes», «Poemes de Bourgogne» (1889).